# Cerinomyces lagerheimii
Cerinomyces lagerheimii är en svampart som först beskrevs av Narcisse Theophile Patouillard, och fick sitt nu gällande namn av Robert Francis Ross McNabb 1964. Cerinomyces lagerheimii ingår i släktet Cerinomyces och familjen Dacrymycetaceae.   Inga underarter finns listade i Catalogue of Life.